# فويلة شائكة
فويلة شائكة (الاسم العلمي:Hedysarum aculeatum) هي نوع من النباتات يتبع جنس الفويلة من الفصيلة البقولية.